# Municipio de Lee (condado de Calhoun)
El municipio de Lee (en inglés: Lee Township) es un municipio ubicado en el condado de Calhoun en el estado estadounidense de Míchigan. En el año 2010 tenía una población de 1213 habitantes y una densidad poblacional de 12,88 personas por km².

## Geografía
El municipio de Lee se encuentra ubicado en las coordenadas 42°22′41″N 84°53′9″O / 42.37806, -84.88583. Según la Oficina del Censo de los Estados Unidos, el municipio tiene una superficie total de 94.21 km², de la cual 93,8 km² corresponden a tierra firme y (0,43 %) 0,4 km² es agua.

## Demografía
Según el censo de 2010, había 1213 personas residiendo en el municipio de Lee. La densidad de población era de 12,88 hab./km². De los 1213 habitantes, el municipio de Lee estaba compuesto por el 95,71 % blancos, el 0,16 % eran afroamericanos, el 0,08 % eran amerindios, el 0,74 % eran de otras razas y el 3,3 % eran de una mezcla de razas. Del total de la población el 1,73 % eran hispanos o latinos de cualquier raza.